# Auguste Devos
Auguste Joseph Devos (3 januari 1820 - 21 juli 1880) was een Belgisch politicus en burgemeester voor de Katholieke Partij.

## Levensloop
Devos was een zoon van de klompenmaker Constantin Devos en van Ferdinandine Camberlijn. Hij trouwde met Anne Blondeau.
Hij promoveerde tot doctor in de rechten (1847) aan de Katholieke Universiteit Leuven en werd advocaat (1847-1854) aan de balie van Oudenaarde en vervolgens pleitbezorger (1854 tot aan zijn dood). Hij was ook plaatsvervangend rechter.
Hij werd gemeenteraadslid (1866-1880) en burgemeester (1877-1880) van Oudenaarde. 
In 1878 werd hij verkozen tot katholiek volksvertegenwoordiger voor het arrondissement Oudenaarde en oefende dit mandaat uit tot aan zijn dood.